# Центр гимнастики (Казань)
Центр гимнастики — спортивное сооружение в Казани, построенное к Летней Универсиаде 2013 для проведения соревнований по спортивной и художественной гимнастике. После Универсиады объект принимал чемпионаты Европы по бадминтону и множество национальных и муниципальных чемпионатов и первенств по гимнастическим и другим видам спорта.

## История
Строительство Центра гимнастики в Казани было запланировано для проведения соревнований в рамках Летней Универсиады 2013 года. Поддержка проекта создания Центра оказывалась со стороны Министерства спорта, Министерства по делам молодежи, спорту и туризму республики Татарстан, Всероссийской Федерации художественной гимнастики, Федерации художественной гимнастики Республики Татарстан. В соревновательном зале расположена трибуна вместимостью на 3200 мест, также в Центре есть по две тренировочные площадки для спортивной и художественной гимнастики, хореографический, тренажёрный и фитнес залы.
Площадь объекта составляет 20 тысяч квадратных метров, а работы по возведению арены проводила ООО «Производственно-строительное объединение „Казань“». Плановый срок постройки объекта — конец 2010 года. На строительство Центра гимнастики было выделено 1,25 миллиардов рублей.
При строительстве во время аномальной жары летом 2010 года произошло обрушение купола с высоты 15 метров. В связи с этим было возбуждено уголовное дело по части 2 статьи 216 («Нарушение правил безопасности при ведении горных, строительных или иных работ, повлекших по неосторожности смерть человека»).

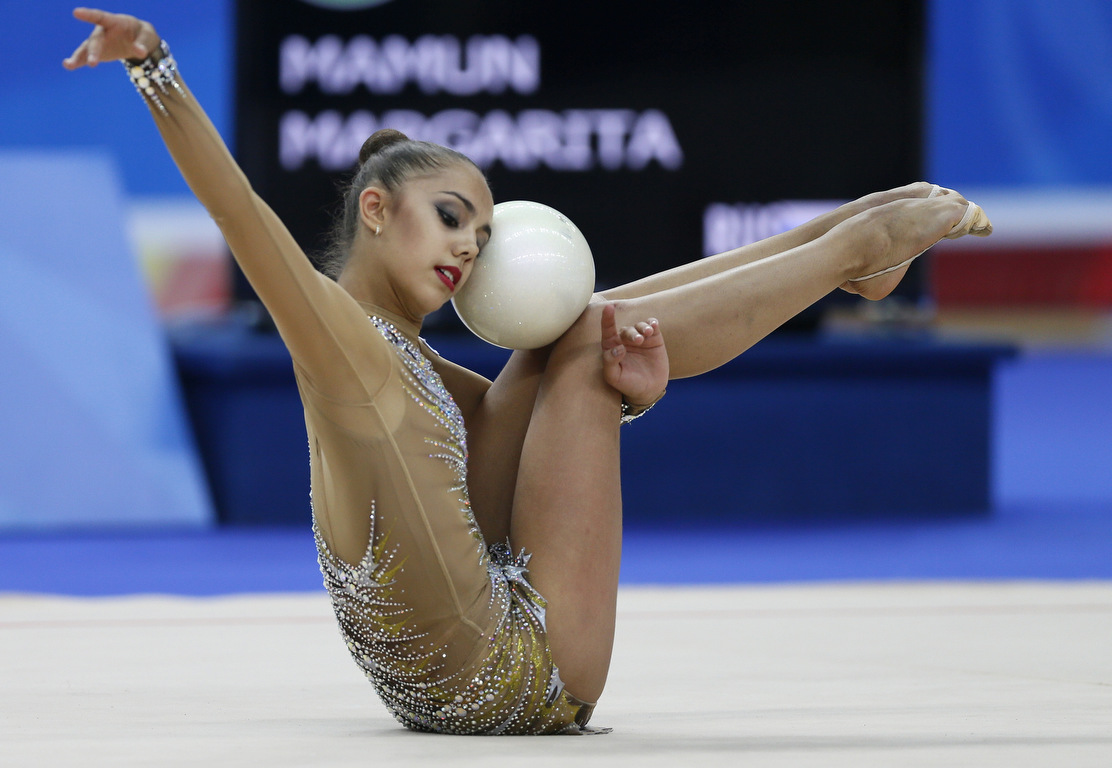
Выступление Маргариты Мамун на Летней Универсиаде 2013

Центр гимнастики был открыт 14 ноября 2012 года и стал подразделением  Поволжской государственной академии физической культуры, спорта и туризма. Перед Универсиадой здесь проходили тестовые соревнования: чемпионат России по художественной гимнастике в групповых упражнениях и Кубок России по художественной гимнастике.
Во время Летней Универсиады 2013 года в Центре гимнастики прошли соревнования в спортивной (с 7 по 10 июля) и художественной гимнастике (с 14 по 16 июля).
Помимо целей, преследуемых Поволжской академией физической культуры, после Универсиады планировалось проводить другие соревнования, а также использовать помещения для занятий казанских ДЮСШ. В Центре гимнастики проводились чемпионаты и первенства России по художественной гимнастике в 2013, 2014 и 2015 годах, помимо этого помещения используются для проведения соревнований в других видах спорта. Так, в Центре гимнастики прошли чемпионаты Европы по бадминтону 2014 и 2016 и соревнования по дзюдо.

## Возможности
В Центре гимнастики могут одновременно заниматься до 300 человек.

## Адрес
Центр гимнастики расположен по адресу: Казань, улица Сыртлановой, дом 6.